# Umor družine Watts
Umori družine Watts se je zgodili v Fredericku v Koloradu v Združenih državah Amerike v zgodnjih jutranjih urah dne 13. avgusta 2018. Christopher Lee Watts (*16. maj 1985)  je kasneje priznal umor svoje noseče žene Shanann Cathryn Rzucek (*10. januar 1984). Pozneje je priznal tudi da je umoril njuni hčerki, štiriletno Bello in triletno Celeste, tako da ju je zadušil z odejo čez glavo. 

## Življenje
Christopher Watts in Shanann Rzucek sta bila oba iz Severne Karoline. Christopher je prihajal iz kraja Spring Lakea, Shanann pa iz Aberdeena. Spoznala sta se leta 2010 prek socialnih omrežij.  Par se je poročil 3. novembra 2012 in sta imela dve hčerki Bello Marie Watts (*17. december 2013) in Celeste Cathryn "Cece" (*17. julij 2015). V času smrti je bila Shanann 15 tednov noseča s sinom, ki naj bi ga poimenovali Nico. 
Družina Watts je leta 2013 kupila hišo s petimi spalnicami v Fredericku v Koloradu.  Leta 2015 sta Christopher in Shanann razglasila osebni bankrot.  Christopher je bil zaposlen pri naftnem podjetju, medtem ko je Shanann delala od doma. V tistem času, pa je imel tudi ljubico. 

## Izginotje
Dne 13. avgusta 2018 ob približno ob 1:48 zjutrj se je Shanann vračala iz službenega potovanja v Arizoni. Shanann je domov z letališča pripeljala njena prijateljica in soseda Nickole Utoft Atkinson. Ko je bila Shanann odsotna je bil z hčerkama Chrustopher.  Shaninno izginotje je kasneje tistega dne je sporočila Atkinson, saj jo je zaskrbelo, ko Shanann ni šla na načrtovani pregled ter ji ni odgovarjala na klice in sporočila. Atkinson je šla do hiše Wattsovih, kjer je pozvonila, vendar, ker se nihče ni oglasil je o tem obvestila Cristopherja.  Christopher je nato poklical policijo.
Policist iz policijske postaje Frederick je prišel okoli 1.40 popoldne. Christopher je prišel iz službe, da je dal policistu ključ, da je preiskal hišo.  Med preizkavo so odkrili, da je bil tam družinski pes, ki ni bil videti poškodovan, niso pa našli nobenega znaka o Shanann in hčerkama.  Preiskovalci so odkrili tudi Shaninno torbico, v kateri so bili njeni ključi in otroška zdravila, pozneje so pa našli tudi njen telefon.  Njen avto je bil v garaži, njen prstan pa so našli na njeni nočni omaricii. 
Naslednji dan sta se preiskavi pridružila FBI in CBI. Christopher je preiskovalcem v izjavi dejal, da nima pojma, kje bi lahko bila njegova družina, in da svoje žene ni videl od 5.15. zjutraj prejšnjega dne, ko je odpravil v službo.  Ko so preiskovalci preiskovali hišo je Christopher dajal intervjuje za več koloradskih televizijskih postaj ter prosil za vrnitev svoje žene in hčera. 

## Aretacija
Christopherja Wattsa so aretirali 15. avgusta 2018. Watts je padel na poligrafskem testu in nato priznal umor Shanann. Med preiskavo je trdil, da je Shanann dekleti zadavila kot odgovor na njegovo zahtevo po ločitvi in da jo je nato v navalu besa zadavil in prepeljal trupla v oddaljeno skladišče nafte, kjer je delal.  Istega dne ga je naftno podjetje v katerem je delal odpustilo. Policisti so trupla našli naslednji dan. Trupla hčera so bila v rezervoarju za nafto, Shanann pa je bila pokopana v bližnjem plitkem grobu. 

## Sojenje
Dne 21. avgusta je bil Christopher obtožen treh umorov prve stopnje, vključno z točko, da je povzročil smrt otroka, ki še ni dopolnil 12 let ter nezakonito prekinitev nosečnosti. 
Christopher je 6. novembra priznal krivdo za umore. Okrožni državni tožilec ni predlagal smrtne kazni na zahtevo Shanannine družine, ki si ni želela nadaljnjih smrti. Dne 19. novembra je bil obsojen na pet doživljenjskih zaporov, brez možnosti pogojnega izpusta. 
V intervjuju za Dr. Phil je Christopherjev odvetnik trdil, da je priznal umor Shanann po prepiru glede ločitve. Med umorom je v njuno spalnico vstopila starejša hči Bella in Chris ji je povedal, da je Shanann bolna. Shanannino truplo in hčeri je spravil v svoj avto. Kasneje je hčeri z odejo zadušil. 